# Dallara GP2/05
O Dallara GP2/05 é a primeira geração de monoposto desenvolvida pelo fabricante italiano Dallara para ser usado como o único chassi da GP2 Series, uma antiga categoria de apoio da Fórmula 1. O GP2/08 foi usado ente 2005 e 2007, de acordo com a filosofia da categoria de introduzir um novo chassi a cada três anos. Como a GP2 Series era uma categoria de monotipos, o GP2/05 foi utilizado por todas as equipes e pilotos que disputavam o campeonato.